# Хамфри (Арканзас)
Хамфри (англ. Humphrey, Arkansas) — город, расположенный в округе Джефферсон (штат Арканзас, США) с населением в 806 человек по статистическим данным переписи 2000 года.

## География
По данным Бюро переписи населения США город Хамфри имеет общую площадь в 3,63 квадратных километров, водных ресурсов в черте населённого пункта не имеется.
Хамфри расположен на высоте 58 метров над уровнем моря.

## Демография
По данным переписи населения 2000 года в Хамфри проживало 806 человек, 209 семей, насчитывалось 319 домашних хозяйств и 365 жилых домов. Средняя плотность населения составляла около 230,3 человек на один квадратный километр. Расовый состав Хамфри по данным переписи распределился следующим образом: 57,82 % белых, 40,45 % — чёрных или афроамериканцев, 1,20 % — коренных американцев, 1,49 % — представителей смешанных рас, 1,00 % — других народностей. Испаноговорящие составили 0,87 % от всех жителей города.
Из 319 домашних хозяйств в 34,8 % — воспитывали детей в возрасте до 18 лет, 46,1 % представляли собой совместно проживающие супружеские пары, в 16,0 % семей женщины проживали без мужей, 34,2 % не имели семей. 31,7 % от общего числа семей на момент переписи жили самостоятельно, при этом 13,5 % составили одинокие пожилые люди в возрасте 65 лет и старше. Средний размер домашнего хозяйства составил 2,53 человек, а средний размер семьи — 3,20 человек.
Население города по возрастному диапазону по данным переписи 2000 года распределилось следующим образом: 30,5 % — жители младше 18 лет, 7,7 % — между 18 и 24 годами, 26,1 % — от 25 до 44 лет, 22,2 % — от 45 до 64 лет и 13,5 % — в возрасте 65 лет и старше. Средний возраст жителей составил 36 лет. На каждые 100 женщин в Хамфри приходилось 84,9 мужчин, при этом на каждые сто женщин 18 лет и старше приходилось 81,2 мужчин также старше 18 лет.
Средний доход на одно домашнее хозяйство в городе составил 25 880 долларов США, а средний доход на одну семью — 33 824 доллара. При этом мужчины имели средний доход в 25 163 доллара США в год против 23 472 доллара среднегодового дохода у женщин. Доход на душу населения в городе составил 12 517 долларов в год. 23,7 % от всего числа семей в округе и 22,9 % от всей численности населения находилось на момент переписи населения за чертой бедности, при этом 27,9 % из них были моложе 18 лет и 21,4 % — в возрасте 65 лет и старше.